# Dardo (combattimento fanteria)
Il Dardo è un veicolo da combattimento della fanteria, prodotto in Italia, realizzato dal CIO (consorzio IVECO-OTO Melara), azienda specializzata nella costruzione di armamenti di ogni genere (prevalentemente terrestri), il Dardo ha sostituito gli obsoleti M113 in dotazione all'Esercito e le versioni da esso derivate (portamortaio M106 e posto comando M577).
Esso rappresenta il modello base di una nuova famiglia di A.F.V. in corso di sviluppo e che comprenderà la versione portamortaio, la versione carro comando e la versione portaferiti. Esso è designato anche con la sigla VCC-80.
Il mezzo, del peso in ordine di combattimento intorno alle 24 tonnellate, può trasportare una squadra di sei fanti oltre ai tre uomini di equipaggio. È dotato di torretta Oto Melara Hitfist, con un cannone OERLIKON KBA da 25/137 mm e mitragliatrice coassiale MG 42/59.

## Descrizione

### Armamento
Il Dardo è equipaggiato con un cannone da 25/80mm OERLIKON KBA, il cui rateo di fuoco è di 600 colpi al minuto, con 200 colpi presenti nella torretta e pronti al fuoco. Una mitragliatrice MG 42/59 calibro 7.62mm NATO è coassiale al cannoncino, un'altra può essere montata sul cielo della torretta, azionata dal capocarro. Tre iposcopi (due laterali ed uno posteriore) permettono alla squadra trasportata di visionare l'esterno del mezzo senza esporsi; infine è presente un cannone da 60 mm che può essere equipaggiato sostituendo la OERLIKON KBA.
Il controllo del fuoco è permesso dal Galileo Avionica Hitfist il quale è in grado di identificare la distanza del bersaglio e la sua velocità. Il comandante è dotato di sei punti panoramici, che gli permettono una visuale di 360° sul campo di battaglia. È prevista una camera termica e un telemetro laser per il mitragliere. Il comandante è dotato di un monitor che gli permette di acquisire la visione assistita notturna derivata dal cannoniere.
Nella versione anticarro, dotata di un sistema di sorveglianza ed acquisizione obiettivi notevolmente migliorato, due missili TOW anticarro sono installati su entrambe le parti della torretta in contenitori/lanciatori blindati e possiedono un raggio di max 5 km.

### Protezione
Lo scafo del Dardo è costruito in lega di alluminio saldato con l'aggiunta di corazze d'acciaio per una maggiore protezione. Inoltre l'arco frontale del veicolo protegge il Dardo dai proiettili APDS da 25mm. La corazza laterale protegge da i proiettili API da 14,5 mm. Quattro lanciagranate fumogene da 80 millimetri, sono installati su entrambi i lati della torretta, per un totale di otto.

### Propulsione
Il Dardo è propulso da un motore sovralimentato diesel Iveco V6 turbo-compresso da 520 hp (382.2 kW). Questo possiede una trasmissione automatica ZF prodotta su licenza da Iveco Fiat. Il sistema di trasmissione ha 4 marce avanti e 2 marce indietro, e possiede il sistema di sterzo e il freno idraulici.
La sospensione è costituita da una barra di torsione, paraurti e un ammortizzatore idraulico su ogni braccio della sospensione. Freni a disco controllati da un rallentatore di trasmissione forniscono la frenata. Questo permette al Dardo di raggiungere velocità superiori ai 70 km / h, di avanzare su pendenze di oltre il 60%, una autonomia di 600 km e il guado delle acque è possibile fino ad una profondità di 1,5 m.

## Future varianti
I Dardo correntemente operativi nell'esercito italiano sono equipaggiati con la torretta "Hitfist". Il telaio è destinato ad essere il modello base di una famiglia di veicoli, che potranno includere una porta mortaio 120 mm, una posto comando (C3I) o una versione ambulanza.

## Storia Operativa
Alcuni Dardo furono impiegati nel 2004 per prendere parte al contributo italiano all'operazione Iraqi Freedom. Inoltre sono stati mandati 10 Dardo nella Guerra in Afghanistan per rinforzare il contingente italiano. Alcuni mezzi sono operativi con il contingente italiano UNIFIL in Libano.

## Galleria d'immagini

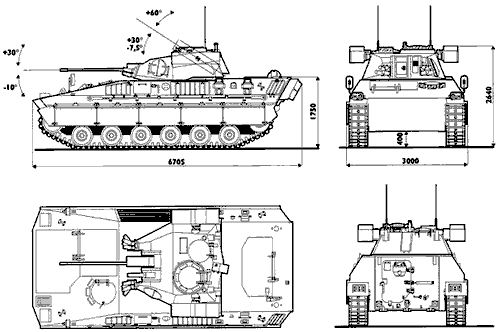
Schema tecnico
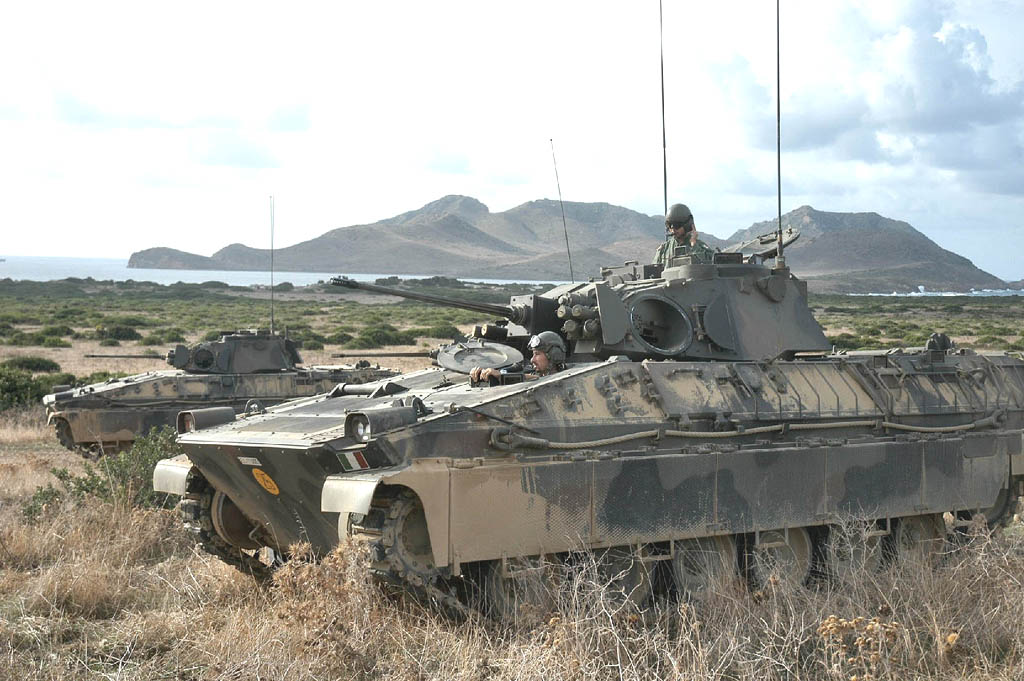
Dardo a Capo Teulada
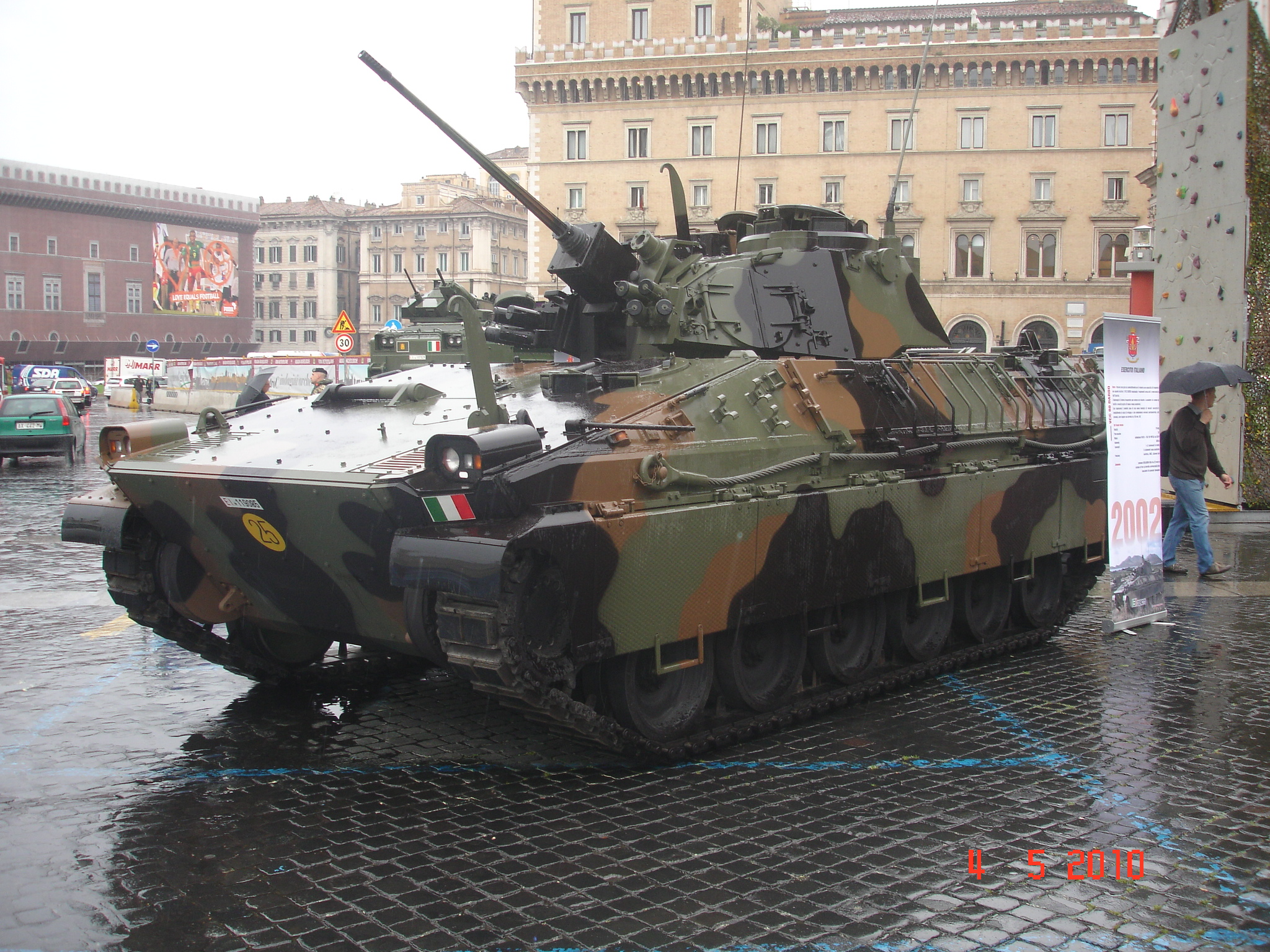
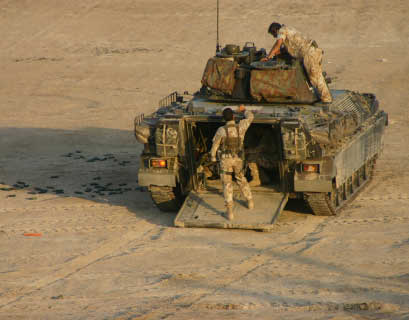
Dardo con portellone aperto